# NightSky
NightSky (littéralement « Ciel de nuit ») est un jeu vidéo indépendant d'adresse et de réflexion en 2D édité et développé par Nicalis. Dans NightSky, le joueur contrôle une boule et doit la faire surmonter différents obstacles dans des niveaux dépourvus de scrolling. Au fur et à mesure des niveaux, le joueur débloquera des pouvoirs qu'il pourra utiliser afin de faire avancer la boule de cartes en cartes.

## Univers et Scénario
Le narrateur découvre une boule mystérieuse sur une plage, alors qu'il s'y promenait.Incapable de comprendre se nature ou sa provenance, il décide de la ramener chez lui. Mais la nuit suivant sa découverte, il se met à faire d'étranges rêves ou il doit guider la sphère à travers des environnements à la fois fascinants et inquiétants.
L'intrigue entourant l'origine de la sphère ainsi que les rêves du narrateur crée une ambiance mystérieuse à laquelle correspondent parfaitement les graphismes minimalistes et colorés rappelant des ombres chinoises. La bande son expérimentale et originale correspond aussi à l'ambiance du jeu.

## Système de jeu
Le joueur doit guider la boule à travers les niveaux en lui faisant éviter des obstacles. Certains niveaux ne reflètent aucune complexité alors que d'autres demandent beaucoup de réflexion, et un contrôle millimétré de la boule.
Différents pouvoirs se débloquent de façon éphémère au fur et à mesure que l'on avance dans le jeu, tels que l'inversion de la gravité ou bien la possibilité d'accélérer ou de ralentir la boule.
Lorsqu'on atteint un bord du décor, on change de carte. Cette mécanique demande de jouer prudemment, car un obstacle mortel peut se trouver sur la carte suivante.
Plus d'une dizaines de "mondes" sont disponibles, chacun composés de plusieurs cartes. Après avoir fini chacun des mondes, un mode alternatif est disponible, où la difficulté est bien plus élevée.

## Critiques
NightSky a été globalement bien apprécié des médias pour son ambiance inimitable et indescriptible bien que lui son reproché une certaine simplicité et une durée de vie courte (bien que largement augmentée par la difficulté alternative).